# Districts de l'Inde

Carte des districts de l'Inde.

En Inde, les districts (ज़िला (zilā)) sont des subdivisions des États et territoire.
Dans certains États, les districts sont regroupés en divisions. Ils sont découpés en tehsils et, dans quelques États, en subdivisions.
En 2021, il y a 741 districts en Inde. La plupart des districts portent le nom de leur chef-lieu.

## Institutions
Dans chaque district, le gouvernement de l'État est représenté par différents agents :
- un collecteur de district (District Collector), également appelé magistrat de district ou commissaire adjoint, issu de la Fonction publique administrative indienne et chargé de la collecte de certains impôts, de certaines fonctions de maintien de l'ordre et de gestion des crises,
- un surintendant de police (Superintendent of Police) issu de la Fonction publique policière indienne et qui dirige les forces de police (dans certaines zones urbaines, il s'agit d'un commissaire de police adjoint),
- un conservateur adjoint des forêts (Deputy Conservator of Forests) issu de la Fonction publique forestière indienne et chargé de la gestion de l'environnement et des forêts.

En outre, dans le cadre du panchayati raj, chaque district est doté d'un zila panchayat, un conseil élu au suffrage universel direct. Le zila panchayat a son propre président (Chairperson) et est administré par un fonctionnaire.

## Nombre de districts par État

Carte des États indiens (numéros correspondants au tableau).

| Numéro     | États et territoires                         | Nombre de districts | Population (2011) |
| ---------- | -------------------------------------------- | ------------------- | ----------------- |
| 1          | Andhra Pradesh                               | 13                  | 4 386 799         |
| 2          | Arunachal Pradesh                            | 25                  | 1 383 727         |
| 3          | Assam                                        | 34                  | 31 169 272        |
| 4          | Bihar                                        | 38                  | 104 099 452       |
| 5          | Chhattisgarh                                 | 28                  | 25 545 198        |
| 6          | Goa                                          | 2                   | 1 458 545         |
| 7          | Gujarat                                      | 33                  | 60 439 692        |
| 8          | Haryana                                      | 22                  | 25 351 462        |
| 9          | Himachal Pradesh                             | 12                  | 6 864 602         |
| 10         | Jharkhand                                    | 24                  | 32 988 134        |
| 11         | Karnataka                                    | 31                  | 61 095 297        |
| 12         | Kerala                                       | 14                  | 33 406 061        |
| 13         | Madhya Pradesh                               | 55                  | 72 626 809        |
| 14         | Maharashtra                                  | 36                  | 112 374 333       |
| 15         | Manipur                                      | 16                  | 2 721 756         |
| 16         | Meghalaya                                    | 11                  | 2 966 889         |
| 17         | Mizoram                                      | 11                  | 1 097 206         |
| 18         | Nagaland                                     | 12                  | 1 978 502         |
| 19         | Odisha (ex-Orissa)                           | 30                  | 41 974 218        |
| 20         | Pendjab                                      | 22                  | 27 743 338        |
| 21         | Rajasthan                                    | 33                  | 68 548 437        |
| 22         | Sikkim                                       | 4                   | 610 577           |
| 23         | Tamil Nadu                                   | 38                  | 72 147 030        |
| 24         | Telangana                                    | 33                  | 35 193 978        |
| 25         | Tripura                                      | 8                   | 3 673 917         |
| 26         | Uttar Pradesh                                | 75                  | 199 812 341       |
| 27         | Uttarakhand                                  | 13                  | 10 086 292        |
| 28         | Bengale occidental                           | 23                  | 91 276 115        |
| A          | îles Andaman et Nicobar                      | 3                   | 380 581           |
| B          | Chandigarh                                   | 1                   | 1 055 450         |
| C          | Dadra et Nagar Haveli et Daman et Diu        | 3                   | 586 956           |
| D          | Jammu-et-Cachemire                           | 20                  | 12 258 093        |
| E          | Ladakh                                       | 2                   | 290 492           |
| F          | Lakshadweep                                  | 1                   | 64 473            |
| G          | Territoire de la capitale nationale de Delhi | 11                  | 16 787 941        |
| H          | Territoire de Pondichéry                     | 4                   | 1 247 953         |
| Total (36) | Total (36)                                   | 741                 | 1 210 854 977     |